# Bakersfield, Kalifornija
Bakersfield je grad u američkoj saveznoj državi Kaliforniji. Godine 2009. imao je 333.719 stanovnika, čime je bio jedanaesti grad po brojnosti u saveznoj državi, a 57. u SAD-u. Sjedište je okruga Kern.
Bakersfield se nalazi oko 170 km sjeverozapadno od Los Angelesa, na jugu poljoprivrednog područja doline San Joaquina (San Joaquin Valley).

## Gospodarstvo
Gospodarstvo grada zasniva se na poljoprivredi te proizvodnji nafte i naftnih derivata.
U gradu djeluje mnoštvo medicinskih ustanova.
Poznati gospodarski subjekti su Giumarra Farms, Grimmway Farms, Wm. Bolthouse Farms, ARB, State Farm Insurance, Sun World, Chevron, Andrews Distribution, Seventh Standard Ranch, Paramount Ranch, Sun Pacific Shippers Sales i dr., Grapery Grapes obitelji Pandola (poznati po sortama grožđa Cotton Candy i Flavor Promise)

## Mediji
- Bakersfield Californian[2]

## Visoko školstvo
- Kalifornijsko državno sveučilište Bakersfield[2]
- Bakersfieldski koledž[2]

## Poznate osobe
- Stipan Strilić, američki športaš, glumac i kaskader hrvatskog podrijetla

## Vanjske poveznice
- Službena stranica  Arhivirana inačica izvorne stranice od 21. svibnja 2012. (Wayback Machine) (engl.)

### Ostali projekti
|  | Zajednički poslužitelj ima još gradiva o temi Bakersfield, Kalifornija |